# Anolis acutus
Anolis acutus (санта-круський аноліс) — вид ігуаноподібних ящірок родини анолісових (Dactyloidae). Ендемік Американських Віргінських Островів.

## Опис
Санта-круські аноліси мають світло-коричневе, жовтувато-зелене або темно-коричневе забарвлення. Горловий мішок яскраво-жовтий або оранжевий.

## Поширення і екологія
Санта-круські аноліси мешкають на острові Санта-Крус та на сусідніх острівцях Бак, Грін-Кей і Протестант-Кей в архіпелазі Віргінських островів. Вони живуть в сухих і помірно вологих тропічних лісах, на ізольованих деревах на луках, трапляються в поселеннях, на висоті до 355 м над рівнем моря. Ведуть деревний спосіб життя, зустрічаються на деревах і кущах на висоті до 3 м над землею. Відкладають яйця.